# Cyperus remotispicatus
Cyperus remotispicatus är en halvgräsart som beskrevs av Sheila Spenser Hooper. Cyperus remotispicatus ingår i släktet papyrusar, och familjen halvgräs. Inga underarter finns listade i Catalogue of Life.